# Agony (игра, 2018)
Agony (с англ. — «Агония») — компьютерная игра в жанре survival horror, разработанная и выпущенная польской компанией Madmind Studio для платформ Windows, PlayStation 4 и Xbox One 29 мая 2018 года, издателем версии игры для игровых консолей выступила компания Deep Silver. Действие Agony происходит в Аду, а под управлением игрока находится душа грешника, обладающая способностью вселяться в тела других обитателей преисподней, в том числе и демонов. Средства на создание игры были собраны разработчиками посредством краудфандинга через сайт Kickstarter; первоначально запрошенная сумма составляла 66 666 канадских долларов.
Игра примечательна необычным дизайном, рассчитанным на взрослую аудиторию, и наполнена образами, призванными вызывать у игрока чувство страха, отвращения или похоти. Игра получила преимущественно отрицательные отзывы критиков, хотя обозреватели высоко оценили визуальный стиль игры, геймплей получил крайне негативные оценки.

## Игровой процесс
Игра ведется от первого лица. Игрок управляет одним из Мучеников, приговоренных к Аду, Амрафелем (он же Нимрод), которому поручено встретиться с Красной Богиней, одной из создательниц Ада, в попытке сбежать и вернуться в страну живых. В отличие от других Мучеников, игрок обладает уникальной способностью вселяться как в других Мучеников, так и, позже в игре, в низших и высших демонов, предоставляя им доступ к особым способностям. Используя такие механики, как приседание и задержка дыхания, игрок может избегать демонов. Помимо пряток, игроку необходимо решать головоломки, чтобы разблокировать новые области. Есть доступные скрытые статуи, которые игрок может собрать, а также картины, которые можно обнаружить.

## Сюжет
История повествует о потерянной душе, запертой в аду без каких-либо воспоминаний о своей прошлой жизни. Из того, что раскрывается в предыстории главного героя, следует, что он был королем древней земли, который заключил сделку с Красной Богиней, продав ей свою душу. В сюжете Богиня называет его Нимродом, а другие осужденные души - Амрафелем, некоторые из которых все еще хранят свои воспоминания, обвиняя главного героя в том, что они были прокляты в Аду из-за деяний, которые он совершил при жизни. Когда главный герой блуждает по пустошам Ада, он обнаруживает возможность сбежать с помощью Красной Богини. Полный решимости, он отправляется в логово Красной Богини, чтобы узнать, как его можно освободить.
Если игрок подчинится приказам Красной Богини, в конечном счёте отправится в самые нижние глубины Ада, провоцируя существо, известное как Зверь. Достаточно измотав Зверя, главный герой может овладеть им, используя его силу, чтобы сломать печати, связывающие его с нижними глубинами. Удовлетворенная, Красная Богиня показывает себя Вавилонской Блудницей и клянется использовать Зверя, чтобы начать Апокалипсис. Главный герой возвращается в мир живых, согласно его сделке, только для того, чтобы быть убитым Зверем несколько мгновений спустя, когда Красная Богиня начинает свое завоевание Земли, отправляя душу игрока обратно в Ад.
История имеет множество других концовок, зависящих от того, как игрок прогрессирует и какой выбор он делает. Однако только две из них являются каноническими.

## Разработка
В ноябре 2016 года разработчики Agony запустили кампанию по сбору средств на Kickstarter для финансирования проекта. Кампания на Kickstarter превзошла свою цель и завершилась в декабре 2016 года. Первоначально релиз игры был запланирован на 30 марта 2018 года, но был отложен до 29 мая 2018 года.
Первоначально игра получила рейтинг "Adults Only" от ESRB из-за уровня насилия. Это привело к тому, что разработчики смягчили некоторые проявления насилия, чтобы позволить игре вместо этого получить "Mature" рейтинг и быть оцененной ESRB.
Запланированный не рейтинговый патч с изначальным рейтингом "Только для взрослых" был отменëн из-за "юридических проблем". Однако 6 июня 2018 года разработчики заявили, что они "разговаривали с представителями Steam" о предложении выпустить Agony Unrated как "отдельного проекта, созданного и опубликованного студией Madmind без участия каких-либо издателей". Для тех, у кого уже есть оригинальная игра, эта версия является либо бесплатным дополнением, либо отдельной приложением со скидкой 99%. Agony Unrated, версия игры без цензуры, была выпущена в Steam 31 октября 2018 года. Нерейтинговое издание также содержит различные улучшения, такие как обновленная графика и модели персонажей, новые игровые механики и враги, а также новые концовки.
5 сентября 2018 года студия Madmind объявила о партнёрстве с Forever Entertainment, чтобы портировать Agony для Nintendo Switch. Игра была выпущена 31 октября 2019 года.
6 ноября 2020 года Ignibit объявили о своем партнерстве с разработчиком Agony MadMind Studio, чтобы сделать игру для VR шлемов.

## Оценки
| Сводный рейтинг       | Сводный рейтинг                        |
| Агрегатор             | Оценка                                 |
| --------------------- | -------------------------------------- |
| GameRankings          | 41,18 %                                |
| Metacritic            | 47/100 (PC) 37/100 (PS4) 34/100 (Xbox) |
| OpenCritic            | 40/100                                 |
| «Критиканство»        | 39/100                                 |
| Иноязычные издания    |                                        |
| Издание               | Оценка                                 |
| Game Informer         | 3,5/10                                 |
| GameRevolution        | 2,5/5                                  |
| GameSpot              | 3/10                                   |
| IGN                   | 4,0/10                                 |
| Jeuxvideo.com         | 6/20                                   |
| Русскоязычные издания |                                        |
| Издание               | Оценка                                 |
| «Игромания»           | 3,5/10                                 |
| «Игры Mail.ru»        | 4/10                                   |

Согласно сайту агрегации рецензий Metacritic, Agony была встречена отрицательными отзывами. Бен "Яхтси" Крошоу из The Escapist в своем обзоре назвал игру "ликвидированными субпродуктами". Он особо раскритиковал чрезмерное использование в игре запекшейся крови, заявив: "... окружающая среда одновременно слишком оживленная и чрезвычайно скучная; увеличьте время до одиннадцати и оставайтесь там, и это так же скучно, как оставаться в час", а также неумолимая механика стелса. Позже он назвал ее второй худшей игрой 2018 года.

## Спин-оффы
Спин-офф под названием Succubus был анонсирован Madmind в декабре 2018 года. Сюжет повествует о суккубе Видии, стремящейся отомстить и выполнить задачу, поставленную Нимродом: собрать язык Бафомета. В июле 2020 года стала доступна бесплатная демо-версия. 5 октября 2021 состоялся релиз, игра получила средние отзывы от критиков.
Ещё один спин-офф под названием Agony: Lords of Hell был официально анонсирован в декабре 2021 года. Действие игры будет разворачиваться между событиями Agony и Succubus и будет распространяться на судьбу главного героя Agony и Видии, которая является главным героем Succubs.